# Exhyalanthrax collarti
Exhyalanthrax collarti är en tvåvingeart som först beskrevs av Francois 1962.  Exhyalanthrax collarti ingår i släktet Exhyalanthrax och familjen svävflugor. Inga underarter finns listade i Catalogue of Life.